# Perdurantism
Perdurantism är en metafysisk teori om identitet över tid, och ställs i den filosofiska debatten ofta som motsats till endurantism. Teorin går ut på att objekts egenskaper rätteligen bör förstås som egenskaper av objekts temporära delar. Den uppkom som ett försök att förstå hur ting och/eller dess egenskaper kan förändras över tid, ett av filosofins äldsta problem.
Om man föreställer sig en vägg som före lunchtid är vit, men som har fått en smutsfläck på eftermiddagen, hävdar man som perdurantist att en temporär del av väggen är vit, medan en senare temporär del av väggen har fått en fläck. Egenskapen att "vara smutsig" uppkommer bara i vissa av väggens temporära delar. 
Det är viktigt att komma ihåg att för perdurantisten så existerar inte väggen i sin helhet vid någon tidpunkt, utan delar av väggen existerar vid olika tidpunkter. 